# Рейс, Витор
Ви́тор де Оливе́йра Ну́нес дос Рейс (порт.-браз. Vitor de Oliveira Nunes dos Reis; родился 12 января 2006, Уберландия) — бразильский футболист, защитник английского клуба «Манчестер Сити», выступающий на правах аренды за клуб «Жирона».

## Клубная карьера
Воспитанник футбольной академии клуба «Палмейрас». 26 июня 2024 года дебютировал в основном составе клуба в матче Серии A против «Форталезы». 1 июля 2024 года забил свой первый гол за «Палмейрас» в матче против клуба «Коринтианс».
21 января 2025 года перешёл в английский клуб «Манчестер Сити», подписав контракт сроком на четыре с половиной года. Сумма трансфера составила 29,6 млн фунтов.

## Карьера в сборной
В 2023 году в составе сборной Бразилии до 17 лет сыграл на чемпионате Южной Америки для игроков до 17 лет.

## Достижения
Сборная Бразилии (до 17 лет)
- Победитель чемпионата Южной Америки для игроков до 17 лет: 2023